# Carl Abrahamsson (författare)
Carl Viktor Abrahamsson, född 18 januari 1966 i Finska församlingen i Stockholm, är en svensk författare, förläggare och filmare.
Carl Abrahamsson har sedan mitten av 80-talet drivit förlagsverksamhet med inriktning på mänsklig potential och individualism. Han har medarbetat i tidningar sedan mitten av 1990-talet. 
En bok med fotografier från Abrahamssons fanzineperiod 1985–88, "Fanzinera", kom ut 2012. Boken innehåller porträtt av personer som Iggy Pop, Sonic Youth, Lydia Lunch, The Leather Nun, Union Carbide Productions och Gun Club.
Abrahamssons första roman, "Mother, Have A Safe Trip", kom ut 2013.
Carl Abrahamssons fotobok California Infernal: Anton LaVey & Jayne Mansfield, as portrayed by Walter Fischer släpptes 2016 på Trapart
Abrahamsson har varit medlem i banden White Stains 1987–94 och Cotton Ferox 2000. Sedan 2013 driver Abrahamsson skivbolaget Highbrow Lowlife tillsammans med Thomas Tibert.
År 2013 påbörjade Abrahamsson dokumentärfilmserien "An Art Apart" med porträtt av konstnärer som Carl Michael von Hausswolff, Genesis P-Orridge, Kenneth Anger och Michael Gira. År 2015 kom filmen "Ingenting är sant, allting är möjligt", ett porträtt av den svenske sångaren och artisten Freddie Wadling.
Abrahamsson var under 1980-talet ledare för den skandinaviska avdelningen av nätverket Temple ov Psychick Youth och var under en tid i början på 1990-talet också associerad med Anton LaVey.